# Władysław Skoczylas
Władysław Skoczylas (4 april 1883, Wieliczka - 8 april 1934, Warschau) was een Poolse aquarellist, houtsnijder, beeldhouwer en kunstleraar.

## Biografie
Zijn vader was voorman in de zoutmijnen. Hij studeerde af aan het gymnasium in Bochnia en ging vervolgens naar de Kraków Academie voor Schone Kunsten, waar hij schilderkunst studeerde met Teodor Axentowicz en Leon Wyczółkowski en beeldhouwkunst met Konstanty Laszczka. Vanwege een allergie die uitslag op zijn handen veroorzaakte moest hij het werken met olieverf opgeven, in plaats daarvan legde hij zichzelf toe op waterverven.
Twee jaar lang doceerde hij tekenen aan de Zespół Szkół Plastycznych in Zakopane. Daarna, van 1910 tot 1913 vervolgde hij zijn beeldhouwstudies in Parijs bij Antoine Bourdelle, gevolgd door lessen in houtsnijden aan de Hochschule für Grafik und Buchkunst in Leipzig.
In 1914 wonnen zijn houtsneden een prijs op de tweede Henryk Grohman-wedstrijd. Na de oorlog werd hij professor aan de Technische Universiteit Warschau en in 1922 werd hij het hoofd van de grafische vormgeving aan de Academie voor Schone Kunsten. Bij de kunstwedstrijden op de Olympische Spelen van 1928 in Amsterdam ontving hij een bronzen medaille voor aquarellen op het gebied van boogschieten.
In de jaren twintig was hij medeoprichter van verschillende groepen die zich bezighielden met de promotie van Poolse kunst, en maakte hij illustraties voor tal van tijdschriften. In 1929 werd hij onderscheiden met de Orde Polonia Restituta. Van 1930 tot 1931 was hij directeur van de afdeling Kunst bij het Ministerie van Religieuze Zaken.
De grootste collectie van zijn werken en persoonlijke memorabilia bevindt zich momenteel in het museum van Żupy krakowskie in Wieliczka. Straten zijn naar hem vernoemd in Bochnia, Częstochowa, Wrocław en Warschau.

## Geselecteerde werken

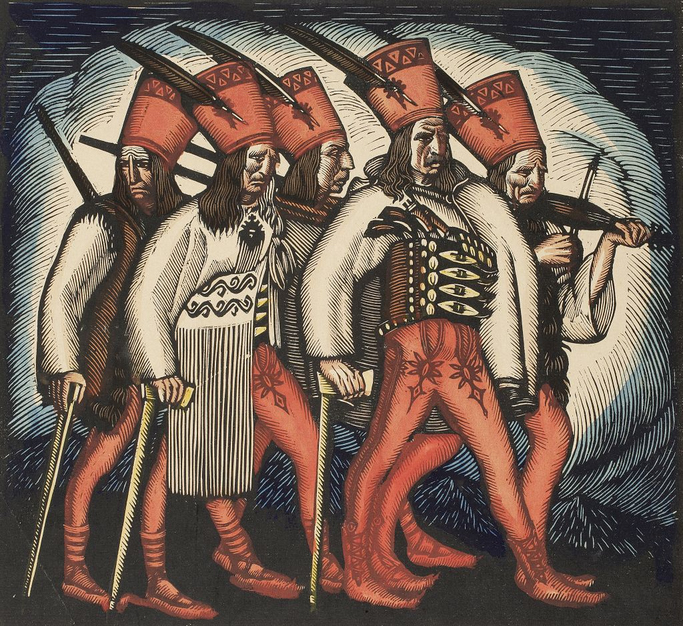
Een processie van bandieten
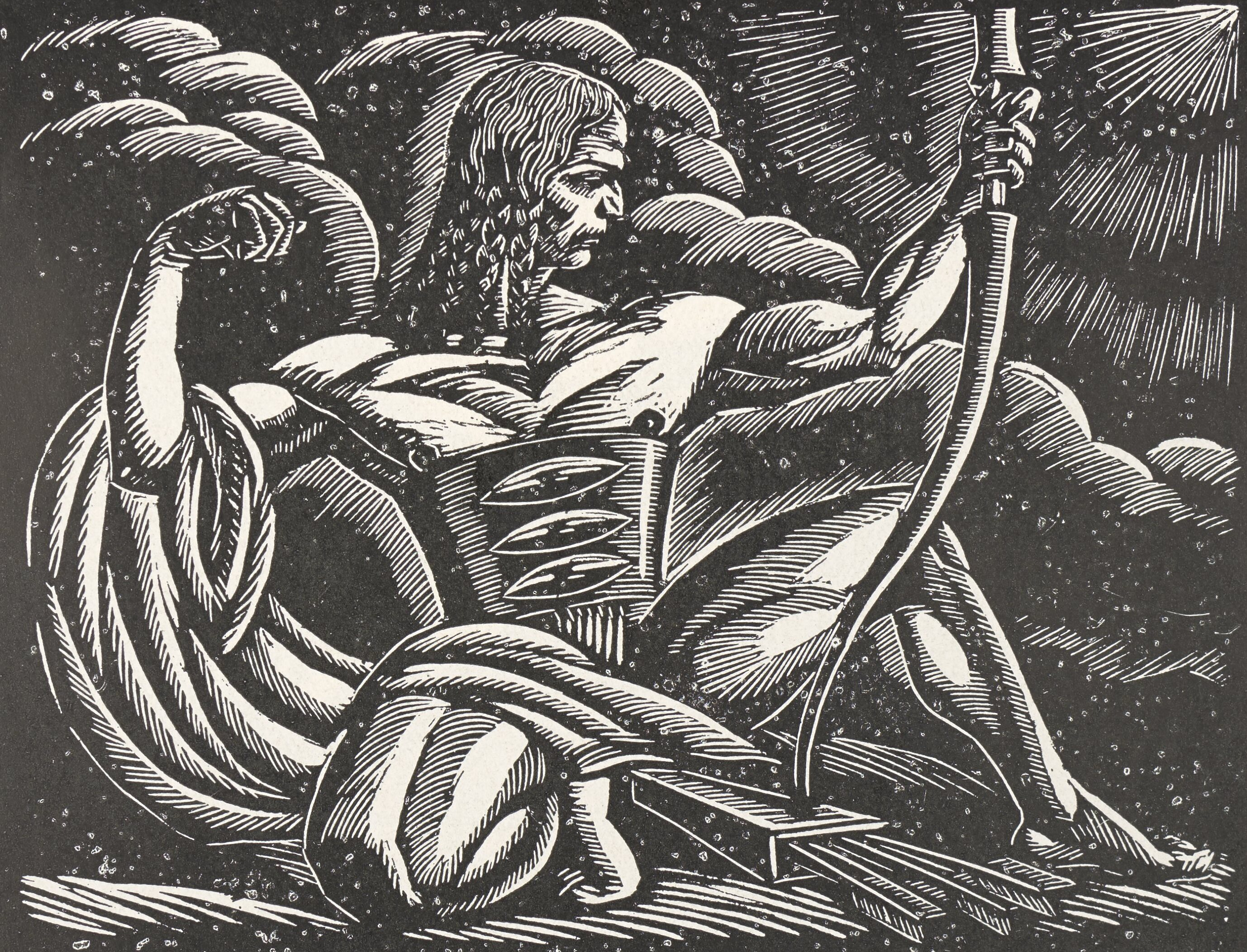
Boogschutter
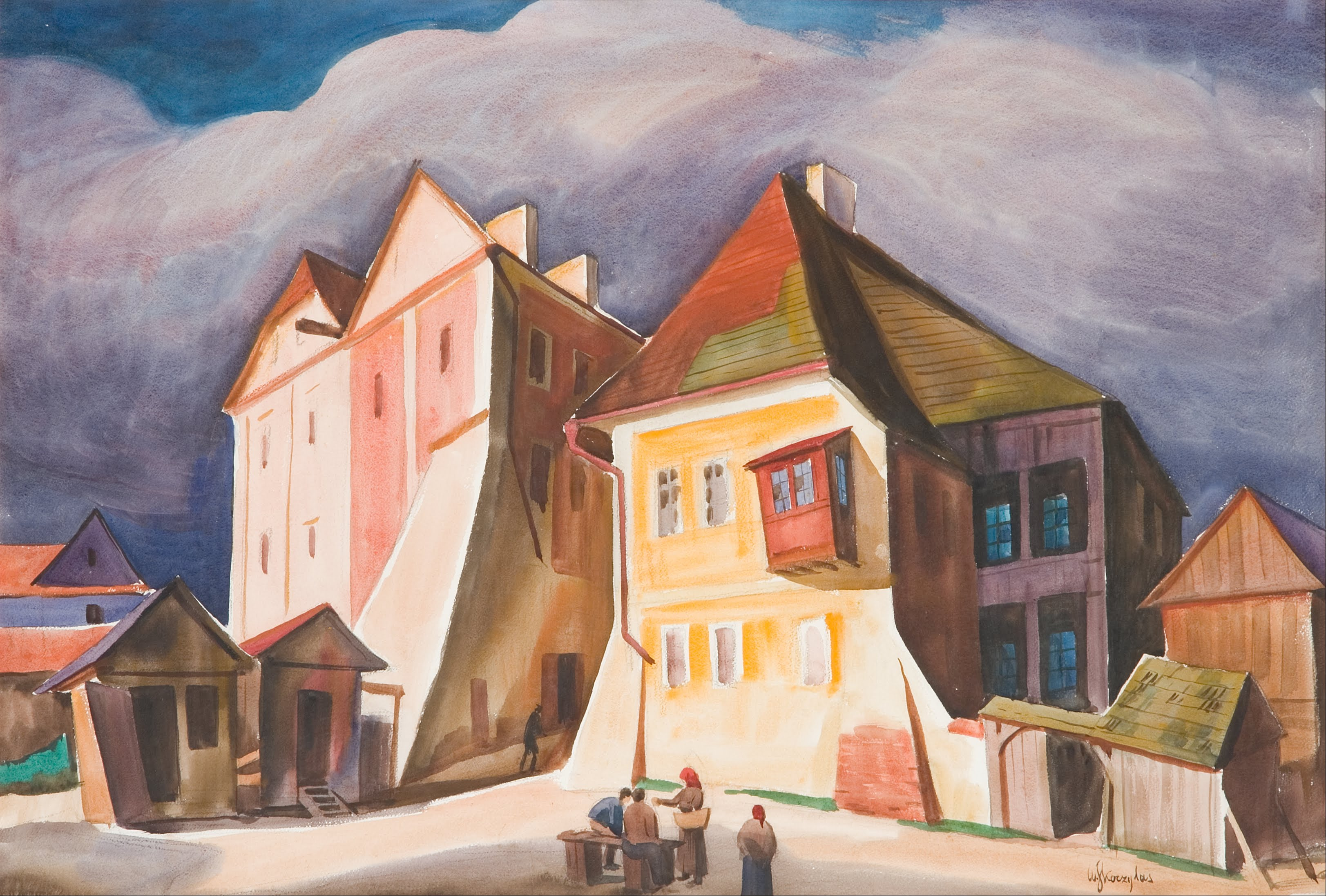
Uitzicht op Kazimierz Dolny
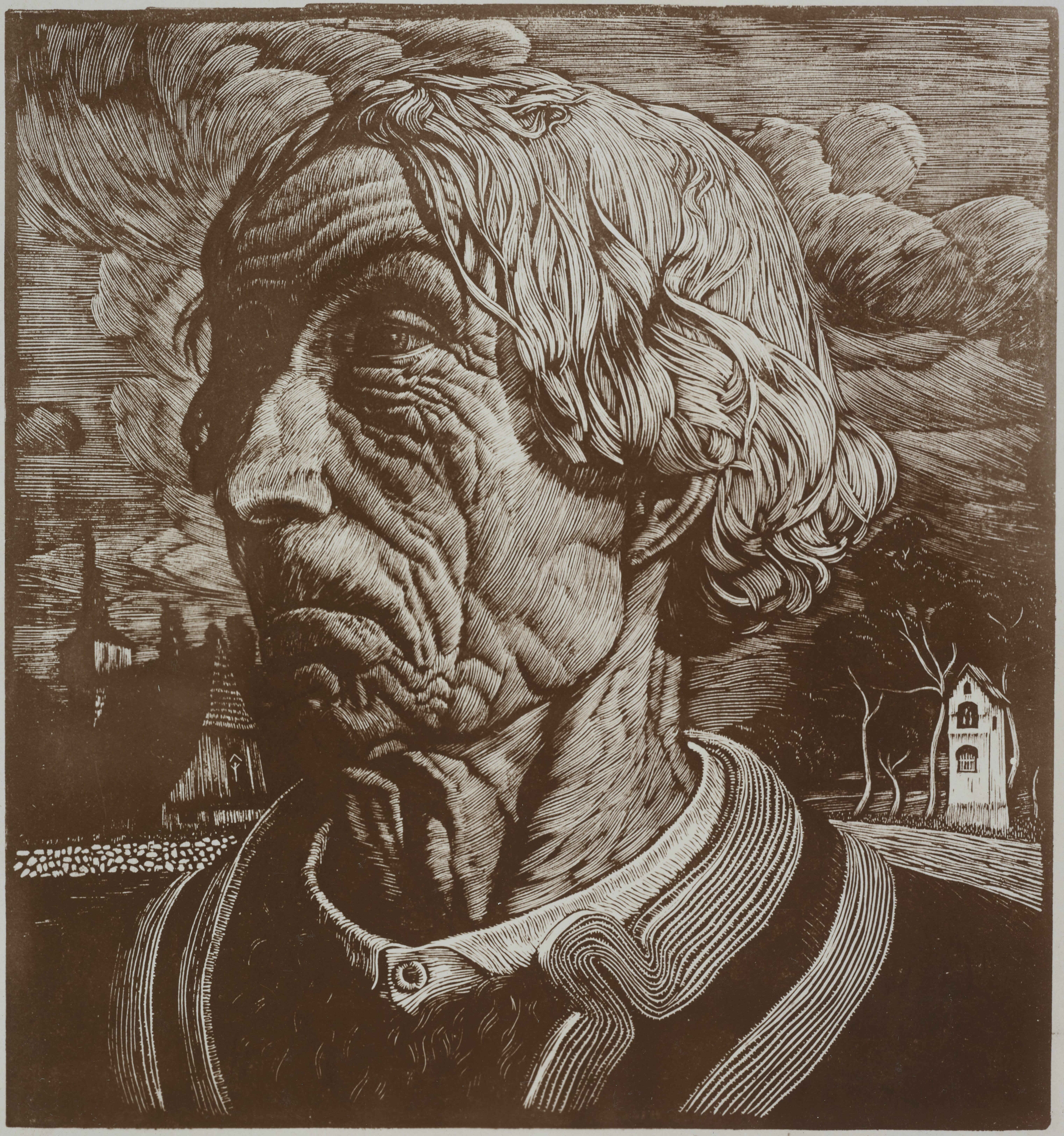
Góral

## Verder lezen
- (pl)  Stanisław Woźnicki, Władysław Skoczylas, Gebethnera i Wolffa, 1925.
- (pl)  Maria Grońska, Władysław Skoczylas, Ossolineum, 1966.
- (pl)  Ewa Liszka en Maryla Sitkowska, Władysław Skoczylas - mistrz Pawła Stellera, Muzeum Historia Katowic, 2014 ISBN 83-643-5601-1